# Pseudoleon superbus
Pseudoleon superbus är en trollsländeart som först beskrevs av Hagen 1861.  Pseudoleon superbus ingår i släktet Pseudoleon och familjen segeltrollsländor. Inga underarter finns listade i Catalogue of Life.